# 세로토닌-노르에피네프린 재흡수 억제제
세로토닌-노르에피네프린 재흡수 억제제(영어: serotonin–norepinephrine reuptake inhibitor, SNRI)는 주요 우울 장애(MDD), 불안 장애, 강박 장애(OCD), 사회 공포증, 주의력 결핍 과잉 행동 장애(ADHD), 만성 신경 병성 통증, 섬유 근육통 증후군(FMS) 및 갱년기 증상에서 고려되는 주요 약물중 하나이다. SNRI는 모노아민 재흡수 억제제이다. 특히 세로토닌과 노르에피네프린의 재 흡수를 억제한다. 이러한 신경 전달 물질은 기분 조절에 중요한 역할을하는 것으로 여겨진다. SNRI는 세로토닌에만 작용하는보다 널리 사용되는 선택적 세로토닌 재흡수 억제제(SSRI)와 대조될 수 있다.
SSRI, NRI와 함께 1980년대 후반부터 도입된 2세대 항우울제로서 개선된 내약성과 안전성으로 1세대의 삼환계 항우울제(TCA)와 모노아민 산화효소 억제제(MAOI)를 대체하였다.

## 약물
다음은 미국 FDI에서 여러 의학적 사용에 대한 승인을 받은 8종의 SNRI이다. 괄호 안은 대표적인 브랜드명이다.
- 데스벤라팍신 (Pristiq): 주요우울장애
- 둘록세틴 (Cymbalta): 주요우울장애, 섬유근통, 범불안장애, 당뇨신경병증, 만성 근골격통, 스트레스성 요실금
- 레보밀나시프란 (Fetzima): 주요우울장애
- 밀나시프란 (Ixel): 섬유근통, 주요우울장애
- 시부트라민 (Meridia): 비만증
- 트라마돌 (Ultram): 급성 및 만성 통증
- 벤라팍신 (Effexor): 주요우울장애, 범불안장애, 사회불안장애, 공황장애, 만성 통증 증후군, 폐경기 혈관운동성 증상 (열감)